# Les Tonnerres de Brest 2012
Pour les articles homonymes, voir Tonnerre de Brest (homonymie).
La sixième édition des Fêtes maritimes de Brest, qui a eu lieu du 13 au 19 juillet 2012 marque également les 20 ans de l'événement et porte le nom de Les Tonnerres de Brest 2012.
Les pays invités d'honneur sont le Mexique, l'Indonésie, le Maroc, la Russie et la Norvège.
Les fêtes maritimes de Brest, qui animent traditionnellement le port tous les quatre ans depuis 1992 se voient attribuer un nom. En effet, les cinq premières éditions n'avaient pas réellement d'appellation reconnue comme l'Armada de Rouen. Pour sa sixième édition, la fête s'appelle désormais « Les Tonnerres de Brest 2012 », avec l'ambition de devenir une « exposition universelle de la mer ».

## Quelques chiffres
9 050 marins répartie sur une flotte composée de 997 bateaux privés, 12 bateaux de course, 46 bateaux affrétés dont 17 de plus de 45 m et 15 affrétés pour promenade (soit un peu plus de 1055 bateaux), L'organisation est gérée par 3 610 bénévoles de 250 associations différentes. 753 journalistes étaient sur place représentant 276 médias. Pour assurer la sécurité de l’événement, 366 secouristes sont présents. Le budget est de 17 millions d’euros de 2012.

## Participation française

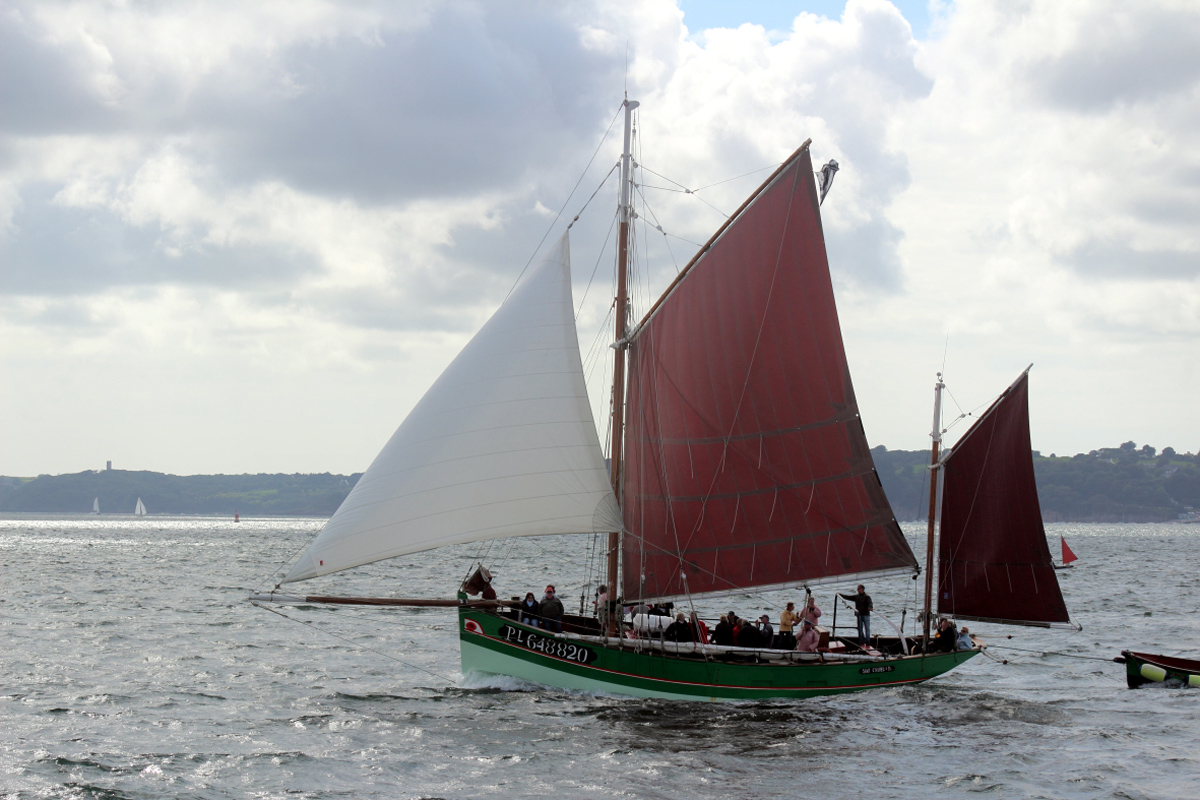
Le Sant C'hireg
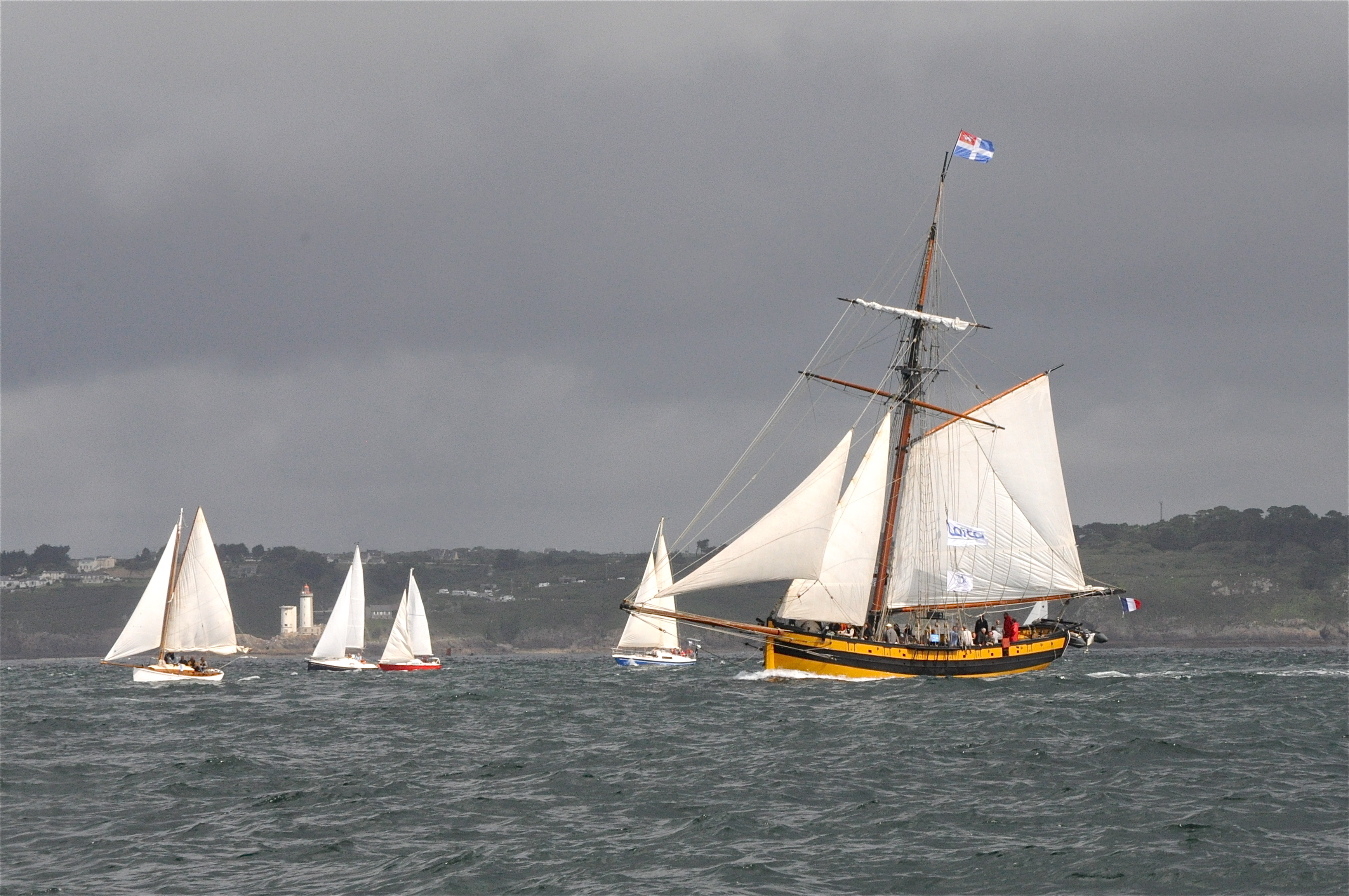
Le Renard durant la parade
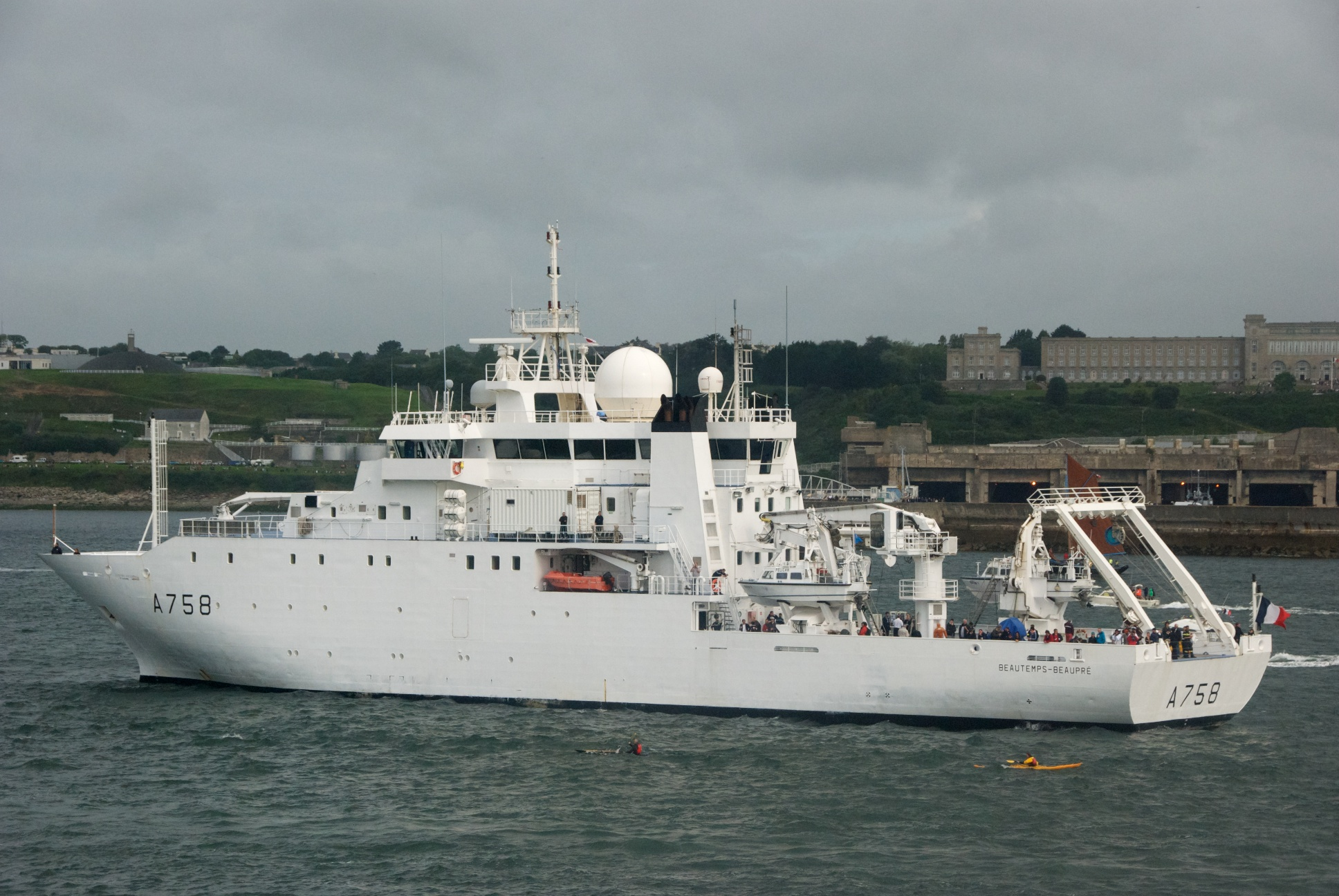
Le Beautemps-Beaupré (bâtiment hydrographique)
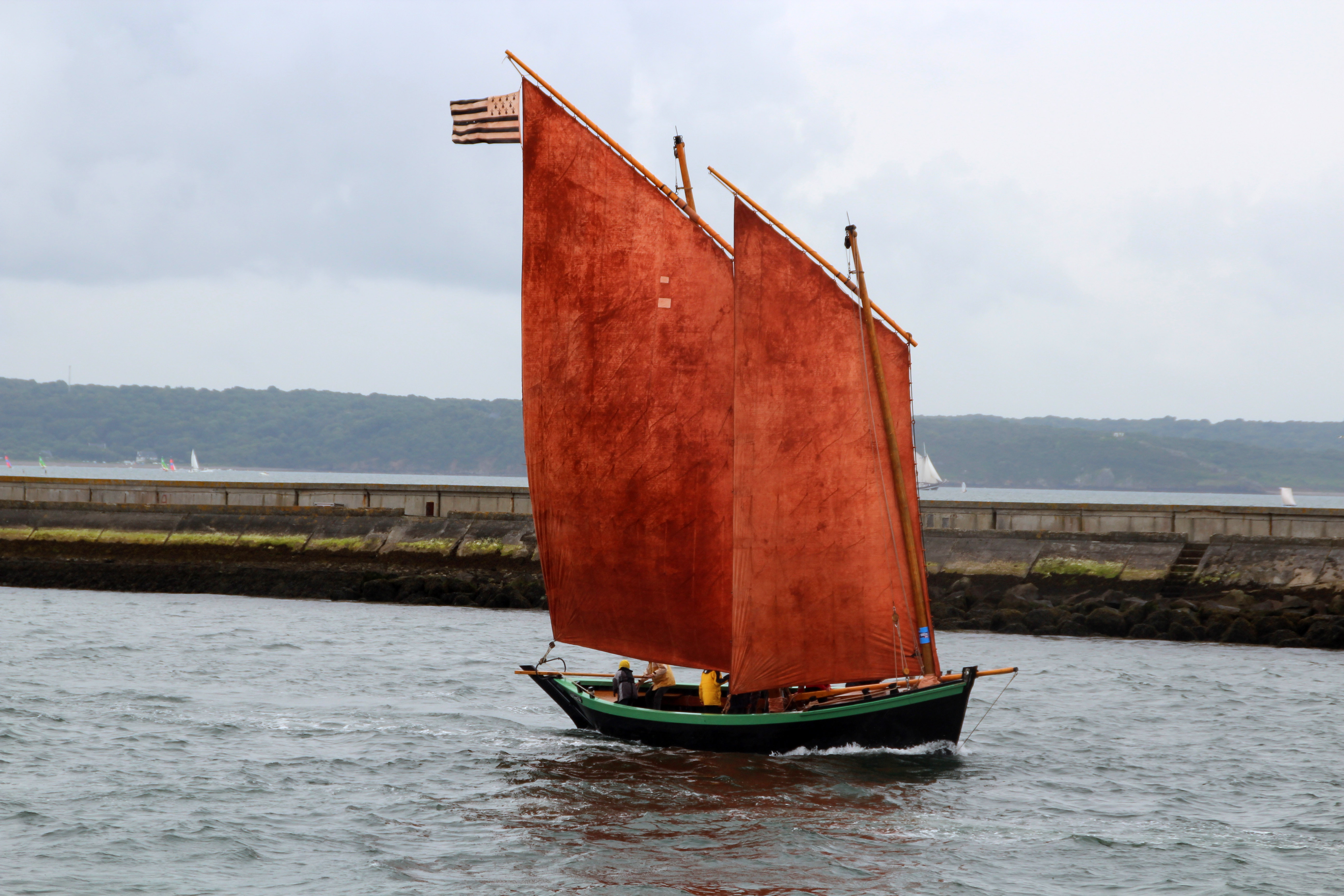
Le sinagot Joli Vent
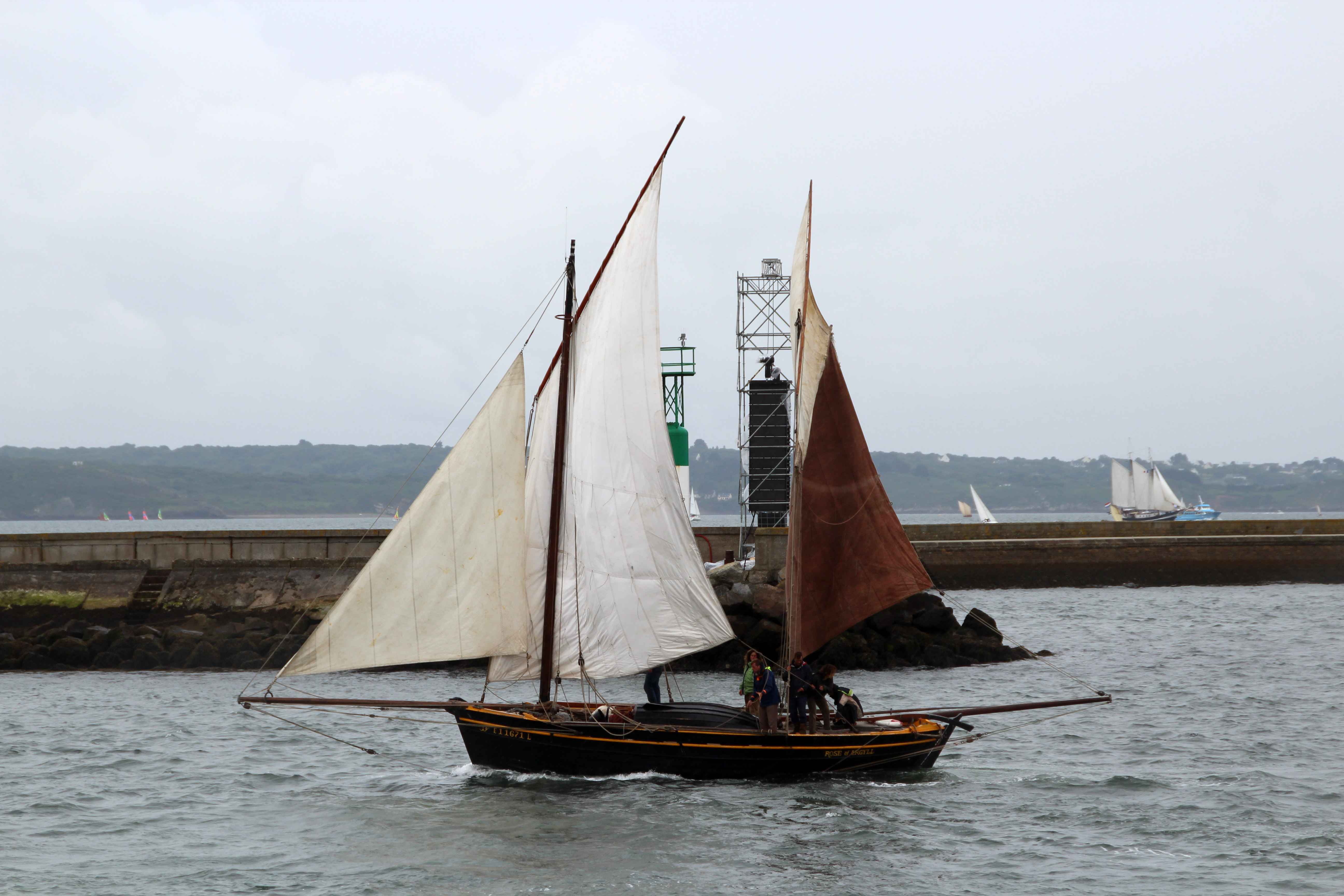
Le Rose of Argyll

## Participation étrangère

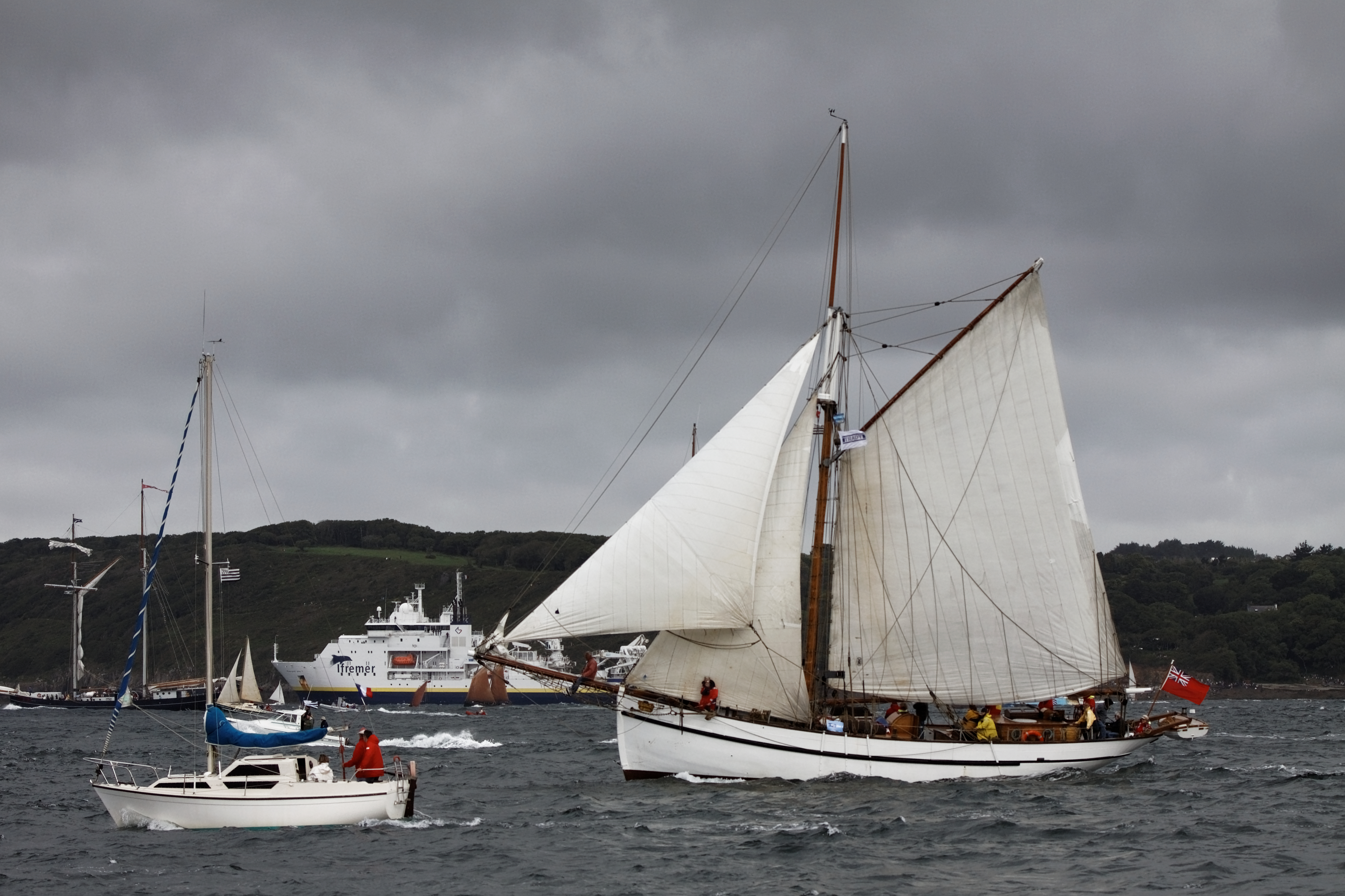
Le Lola of Skagen
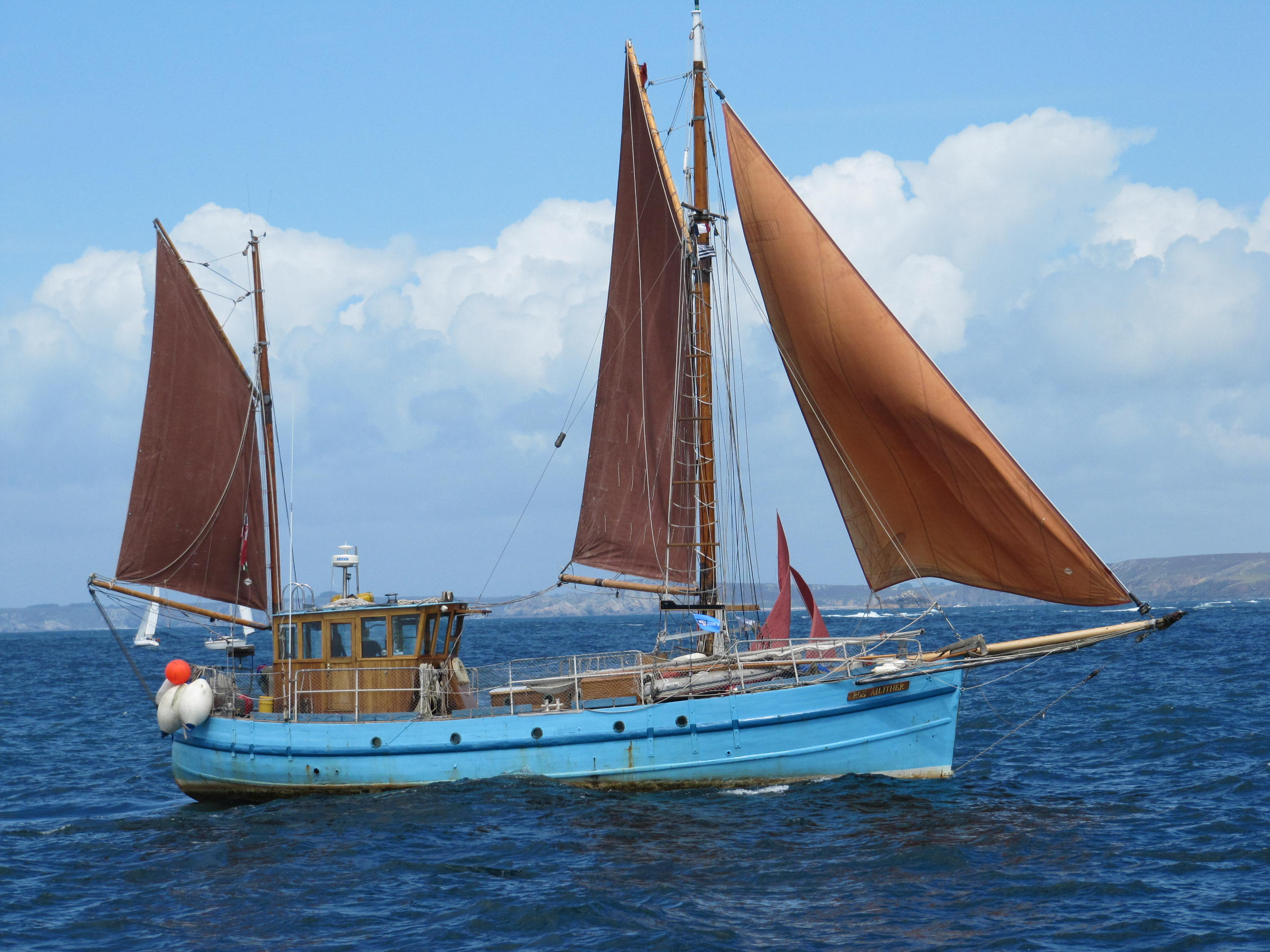
Le Ros Ailither
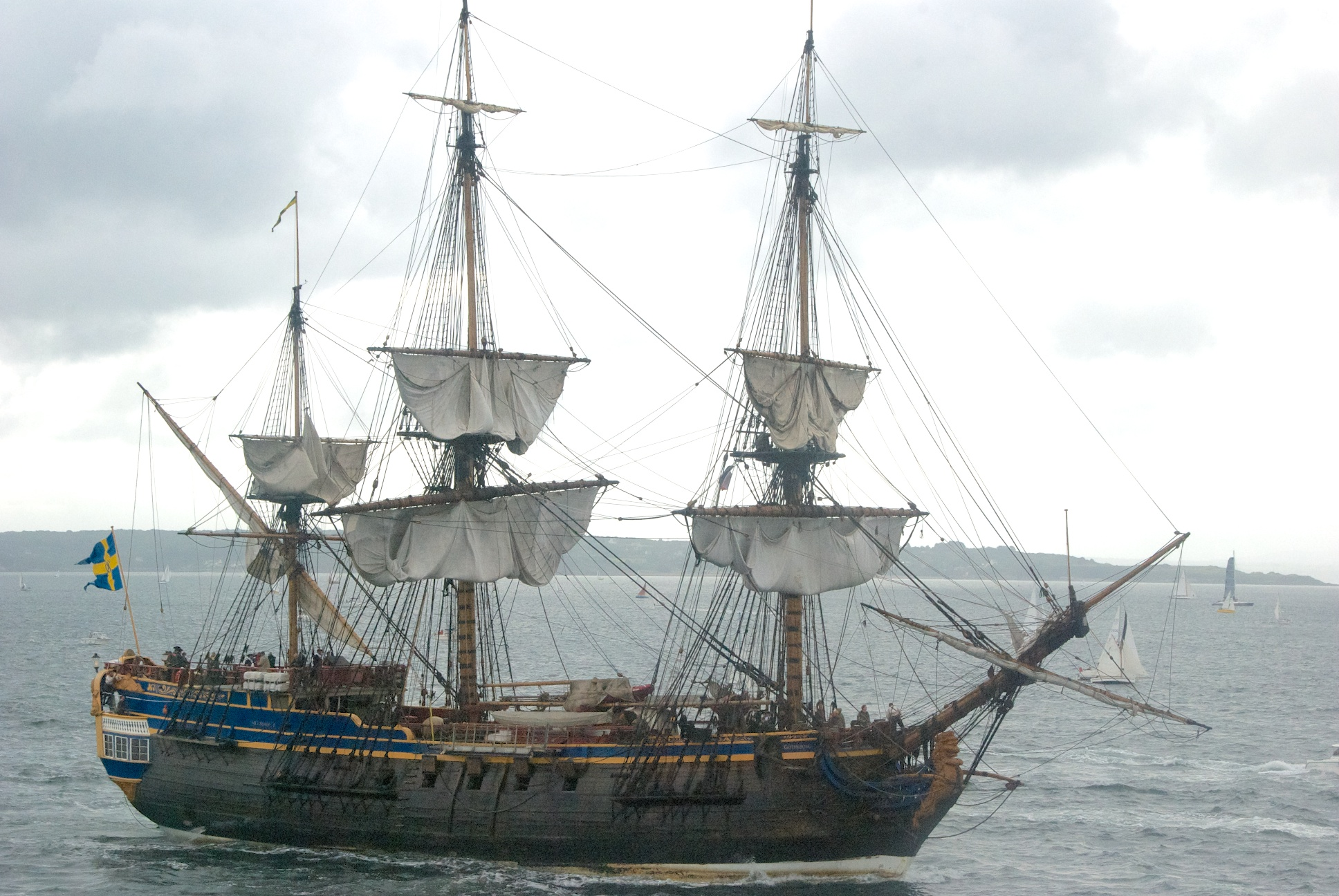
Le Götheborg duant la parade
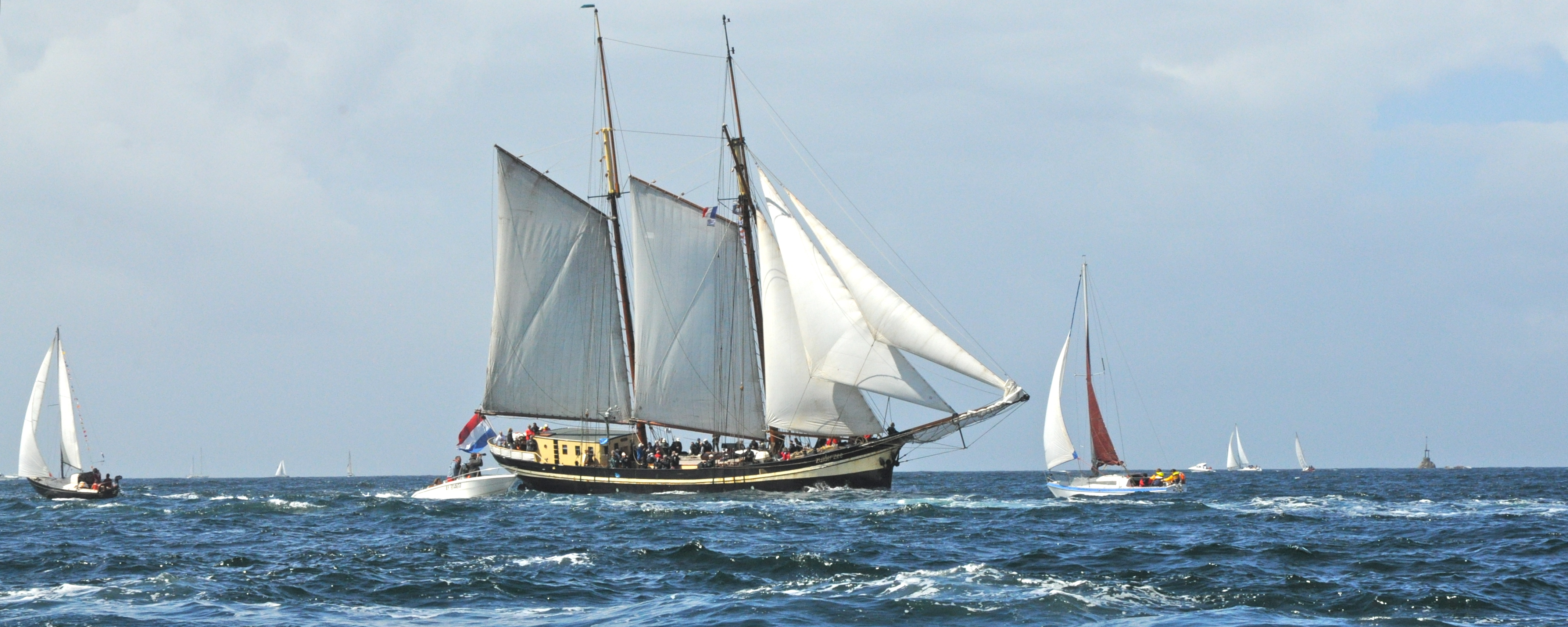
Le Zuiderzee
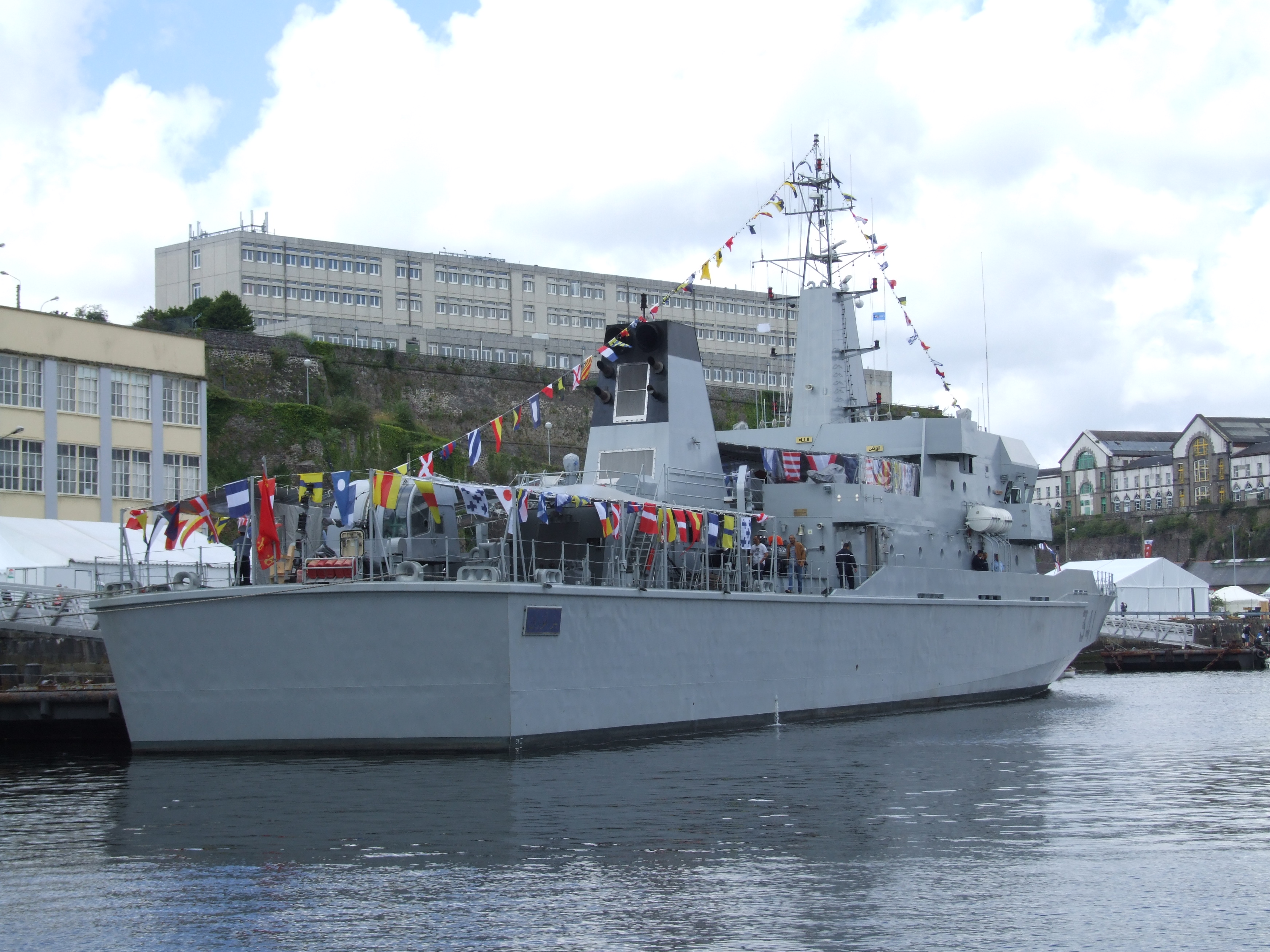
Le Bir Anzarane (341)
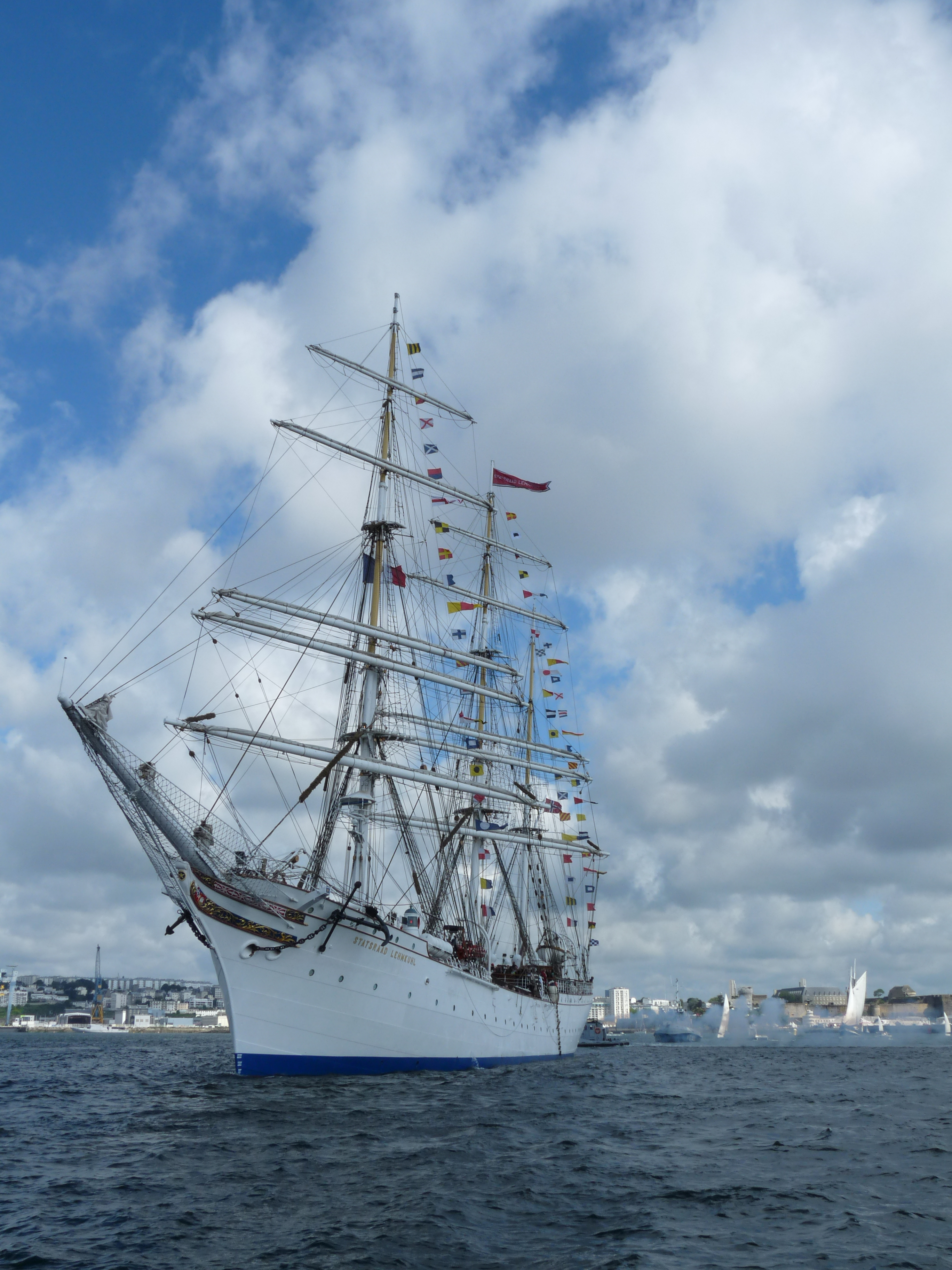
Le Statsraad Lehmkuhl